# Iglesia de San Andrés Apóstol (Torrejoncillo)
La iglesia de San Andrés es la principal iglesia parroquial del municipio español de Torrejoncillo en la provincia de Cáceres. Su construcción se inició en el siglo XVI.
La localidad de Torrejoncillo cuenta con diversos elementos de interés patrimonial en su localidad, tales como ermitas y cruceros. Es sin embargo su iglesia parroquial el elemento de mayor interés patrimonial de la población.

## Localización
El edificio, exento, se localiza entre la Plaza Mayor de Torrejoncillo y las siguientes calles: de la Iglesia; de la Torre; Osuna García; y Ronda de Pizarro. Exteriormente el templo presenta fachada principal elevada sobre una plataforma abierta a la Plaza Mayor.

## Historia
Florencio Javier García Mogollón, profesor de la Universidad de Extremadura, analiza pormenorizadamente este templo en su obra: Torrejoncillo: el arte en la Parroquia y Ermitas (Salamanca, 1984).
El edificio se construye en su mayor parte entre 1550 y 1686, ampliándose con el añadido de varios elementos en los siglos XIX (capilla cruciforme en el lado del Evangelio y torre del reloj, principalmente) y XX (capilla bautismal). Los estilos predominantes en el mismo son el gótico y el renacentista, si bien las portadas, tanto la principal como las laterales, y la mayor parte de ambas torres, son de finales del siglo XVII. Como hecho de particular interés podemos señalar que, aunque la nave de la iglesia y el coro se terminaron avanzado el siglo XVII, la construcción siguió en todo momento el modelo gótico inicial planteado en las trazas del arquitecto Pedro de Ybarra, señaladísimo arquitecto de la diócesis de Coria y de la Orden de Alcántara, lo cual dota al interior del templo de una gran unidad estilística. El edificio presenta 3 espadañas dispuestas sobre las torres y la fachada además de otras dos adicionales.
Se trata de un edificio de una sola nave de tres tramos con cabecera poligonal techada principalmente de bóveda de crucería. Según FJ García Mogollón el amplio espacio interior del templo se acomoda al tipo de plantas descrito por Simón García en su tratado Compendio de Architectura y Simetría de los Templos, de 1681, basado en las teorías de Rodrigo Gil de Ontañón. Respecto a los retablos y bienes muebles del templo, es necesario reseñar que algunos de los mismos son de interés, cuales son, entre otros: las pinturas murales de la sacristía; púlpito; retablo mayor; cuadro del Juicio Final; talla de Cristo Resucitado. Cuenta con dos torres, que albergan un campanario y el reloj, respectivamente.
El templo fue declarado bien de interés cultural en la categoría de monumento el 4 de febrero de 2014.

## Exterior
La fachada principal consta de un arco de medio punto con rosca y jambas cajeadas sobre pilastras, y decoración a base de triángulos placados en las enjutas. El entablamento está coronado por plintos rematados por bolas y una hornacina en la que es visible un bajorrelieve San Andrés. A ambos lados de la portada se localizan dos ventanales, y sobre la misma, un óculo.
A ambos lados de la fachada se localizan sendas torres. En una de ellas se sitúa el campanario, y en otra el reloj. Además son visibles varias espadañas sobre las torres y sobre la fachada principal.
La composición de las portadas laterales es parecida a la de la principal. En la fachada de la Epístola se ubica una portada frontera similar a la del Evangelio, así como una ventana de cantería, tapiada, la cual cuenta con una fecha inscrita (1728) y un bocelón barroco decorativo.
Ambas portadas laterales se ejecutaron entre 1679 y 1683. Respecto a éstas, las mismas constan de arco de medio punto con jambas y rosca cajeadas. En los salmeres de los arcos son visibles, a modo de decoración, molduras, y en las enjutas de cada arco triángulos de lados curvos. Sobre el entablamento se sitúa una hornacina avenerada rematada mediante frontón triangular. Unos aletones unen la hornacina a los laterales de la portada. Las dos portadas laterales, al igual que la principal, son de cantería, y se distinguen por algunos pequeños elementos decorativos. Las hornacinas de ambas están vacías. Frente a la fachada del Evangelio se localiza un espacio cerrado por un muro con una reja que puede ser calificado como discordante.
Respecto a la zona absidial, la misma es de cantería, dispuesta a soga y tizón, siendo la parte del templo realizada con materiales de mejor calidad, ya que en gran parte de la nave se utilizó la mampostería como material de construcción, como veremos más adelante. Exteriormente el ábside presenta cuatro contrafuertes escalonados. En los paños laterales se abren ventanas de medio punto abocinadas.
Existe una entrada independiente a la sacristía, situada en el lado de la Epístola, junto al ábside. Esta estancia se ilumina exteriormente mediante dos ventanas trilobuladas y capialzadas.

## Interior
Interiormente el templo tiene una sola nave, lo cual es característico en la arquitectura eclesial de la diócesis de Coria en el siglo XVI. Según FJ García Mogollón el amplio espacio interior del templo se acomoda al tipo de plantas descrita por Simón García en su tratado Compendio de Architectura y Simetría de los Templos, de 1681, basado en las teorías de Rodrigo Gil de Hontañón.
La cabecera es poligonal-ochavada, estando la nave rectangular dividida en tres tramos y dotada de somero transepto, al igual, según el profesor de la UEX, que sucede en los templos de Zarza la Mayor, Valverde del Fresno, Guijo de Coria, Logrosán, o, con matices, en la propia catedral de Coria. La mayor parte del interior está cubierta mediante bóveda de crucería granítica de diseño complejo, basado en un esquema de crucería con terceletes y combados, similar a otras de la provincia de Cáceres como son las de Riolobos; parroquia de Rocamador de Valencia de Alcántara; iglesia de los Mártires de Brozas, entre otras.
En la zona absidial, ocultas hoy día tras el retablo mayor, se localizan unas pinturas murales del siglo XVI (de difícil acceso, pues se sitúan tras el Altar Mayor) y una hornacina. Respecto a esta última, según la documentación existente, una cita del mandamiento de la visita del 8 de marzo de 1551 indica lo siguiente:

Otrosí mandó ...se tenga memoria para quando se hizyere la capilla que quede una alacena en la pared e se ponga allí un arca con sus verjas de hierro para guardar las cosas de la yglesia.

Se conserva actualmente una inscripción en la hornacina cuya transcripción sería la siguiente:

En esta caja están las escrituras de los pleitos que trajo este lugar y los lugares de la su campana con la Iglesia de Coria por el terzuelo. Duró el pleito dieciséis años y comenzóse esta obra año 1552.

La Capilla del Sagrario, situada en el lado de la Epístola, es accesible mediante un arco rebajado.
Se cubre mediante bóveda de arista y posee, como elementos de interés, algunas pinturas murales realizadas por el pintor Juan de Ribera. Estas pinturas se ejecutarían en 1579 y, dadas por desaparecidas, fueron redescubiertas y restauradas por la Junta de Extremadura hace algunos años, al igual que la cubierta del templo. Las pinturas, entre roleos y motivos heráldicos, representan la Crucifixión; el Descendimiento; a San Marcos Apóstol; y también a ángeles con motivos relativos a la Pasión de Cristo.
Un aspecto importante en la construcción del templo es que el ritmo de las obras fue muy lento, siendo las paradas en la ejecución de la fábrica una constante, debido a los escasos recursos económicos de la parroquia. Resumidamente, las fases constructivas son las siguientes: Durante el siglo XVI, siempre según las trazas de Pedro de Ybarra, el maestro de cantería de origen vizcaíno Sancho Ortiz inició la fase inicial de las obras desde 1550. Este maestro llevó a cabo otros trabajos de interés como el acceso al coro de la concatedral de Santa María de Cáceres y la iglesia parroquial de Gata, entre otras. La capilla mayor —hasta el arco triunfal— se acabó en 1562, tal y como indica un asiento del visitador de 11 de junio de ese año:

A diez días del mes de octubre deste año de mill y quinientos y sesenta y dos se acabó la capilla mayor desta yglesia de Sant Andrés deste lugar de Torrexoncillo siendo Alcalde del dicho lugar Pedro Montero, Regidores Graviel Sánchez e Alonso Lorenço e Juan Vaquero, cura de la dicha yglesia el bachiller Pedro López Pavón, e mayordomo Juan del Valle, e Juaan Cabello sacristán, e començose la dicha capilla el año de mill y quinientos y çinquenta años.

A continuación se ejecutaría la sacristía en 1578-1579. Las obras de la nave continuarían en el último tercio del siglo XVI, con el maestro Diego de Barreda, quien fallecería en 1598. En 1602 debía de estar ya terminado el primer tramo de la nave incluyendo el crucero, al constar en la documentación existente que se llamó al aparejador Diego González para tasar la obra.
Durante el siglo XVII, en 1679, se reiniciarán las obras, a cargo de Francisco Vecino Clemente, en colaboración con Diego de Ano Hoyos en su etapa final. Entre 1679 y 1683 se hicieron los dos últimos tramos de la nave, las portadas laterales y la de los pies, parte de la torre de la Epístola, así como la del Evangelio. No obstante, y a pesar de la unidad estilística, la plementería de las naves será de ladrillo y no de cantería, excepto nervios y claves, debido a las mayores escaseces económicas, escaseces recogidas en el mandamiento de fecha 9 de febrero de 1578, que indica lo siguiente:

Otrosí, por quanto viendo su señoría Ilma. que la obra de la yglesia iba muy superflua y que no se puede acabar en mucho tiempo si se hace como ba atento a que el pueblo tiene neceszidad de que se haga, manda su señoría Ilma. que lo que falta de hacer della no se haga de piedra labrada sino que se continúe de mampostería y lanchas de pizarra y que la sacristía se acabe lo primero de todo por la neceszidad que ay della, la cual manda su señoría que no se haga de bóbeda sino que se alce lo que fuere neceszario de la manera que dicho tiene y se cubra de madera de pino para que se haga a menos costa y con toda brevedad. Todo lo qual manda su señoría Ilma. al mayordomo... que no consienta hacer la dicha obra de la manera que ba de cantería labrada sino de pizarra y mampostería.

Así quedaría rematada la práctica totalidad de la iglesia salvo el coro, cuya obra se contrataría el 19 de enero de 1684 con Diego de Ano Hoyos y se remataría en 1686. El coro, de cantería y ladrillo, se alza sobre un arco carpanel de gran luz y posee una bonita balaustrada. El coro tiene sendas tribunas laterales destinadas originalmente a contener dos órganos hoy desaparecidos.
La bóveda del sotocoro es, al igual que la del coro, de crucería. Con posterioridad, a finales del siglo XIX, se realizó la capilla de cruz griega, de amplias dimensiones, promovida por María “La Novilla”, quien fuera una de las nodrizas de Alfonso XIII, por lo que el propio rey ayudó a sufragar la construcción. La torre de la Epístola sería finalizada en el siglo XIX, realizándose también en este siglo las tres espadañas situadas sobre ambas torres y sobre la fachada principal. Existen además otras dos espadañas en otras zonas de la cubierta. De comienzos del siglo XX data la capilla bautismal, situada junto al ábside. Respecto a los retablos y bienes muebles del templo, es necesario reseñar como de interés e inseparables del mismo, los siguientes elementos:
- El sagrario y la cajonería de la sacristía: El sagrario es de madera dorada y policromada. Debió de pertenecer a alguno de los retablos del templo. Puede ser del siglo XVIII. La cajonería es de difícil datación, pudiendo fecharse en la segunda mitad del siglo XVII.
- Pinturas murales de la sacristía: Obra de Juan de Ribera, del siglo XVI. Se localizan en sendos arcos ciegos de la sacristía. Representan el Calvario y la Piedad, y en la pilastra de separación aparece la figura de San Andrés. Presentan las características propias del estilo de este maestro, que posee un cierto número de obras repartidas por la geografía cacereña: dibujo somero y colores apagados, con una paleta de colores muy limitada. Se le cree el único autor mural que trabaja al fresco en la zona, pero las obras analizadas hasta la fecha han dado como resultado el uso de una técnica a seco (temple). Estas pinturas fueron restauradas hace unos años.
- Púlpito: Realizado en cantería, con fuste entorchado y pometeado característico del siglo XVI, y barandilla de forja con el escudo de San Andrés, posiblemente del siglo XIX. El tornavoz es de madera y de estilo barroco dieciochesco.
- Retablos en la capilla de la nave del Evangelio: Cronológicamente se sitúan en los años de construcción de la capilla promovida por María “La Novilla”(siglo XIX o ligeramente posterior). Son obras de carácter neogótico o neoclasicista, así como las imágenes que contienen.
- Cuadro del Juicio Final: Rescatado hace algunos años y colocado en la parroquia, se trata de un óleo que representa el Juicio Final. En lo alto aparece la Santísisma Trinidad rodeada de a Virgen y algunos santos. En la parte inferior, los condenados. Estilísticamente recuerda a modelos flamencos y pudiera datarse en la primera mitad del siglo XVII, pero otros detalles (factura pictórica) invitan a situarlo en el siglo XVIII. Se observan diferencias de calidad y estilo entre esta última zona y la superior. Pintado sobre un madero de la zona inferior se encuentra un papel en el que se puede leer: “juan muñoz cavallero, f 1719”. Bien pudiera tratarse de la persona que intervino la obra en ese año ya que el concepto de restauración en la época pasaba por el de repintado.
- Talla de Cristo Resucitado: Imagen de factura popular de difícil datación (de fines del siglo XVIII o del XIX según García Mogollón, FJ.). Actualmente se encuentra repolicromada.
- Retablo mayor: Obra del entallador salmantino Nicolás de los Reyes, contratada en 1703. Retablo de cascarón, ocupa todo el testero del presbiterio. Es uno de los retablos más grandes de la provincia de Cáceres. Se estructura en banco, dos cuerpos (o uno dividido en dos pisos), cinco calles y ático. El manifestador se sitúa entre el banco y el primer cuerpo. Las columnas, de orden gigante, son salomónicas (las de los extremos) y de fuste tallado (las interiores). Las hornacinas que albergan las imágenes son de medio punto, aveneradas las del primer piso y simples rematadas en veneras las del segundo. La hornacina central, que acoge la imagen titular, es más amplia. El ático prolonga con nervios la división de las calles. En su zona inferior central aparece un dosel con la cruz de San Andrés. Todo el conjunto se adorna con abundante hojarasca.
- Las esculturas actuales del retablo son de diferentes épocas y autores. Según se lee de izquierda a derecha y de abajo arriba encontramos tallas de Sto Tomás de Aquino, San Crispín, posible San Pedro Nolasco, Sto Domingo de Guzmán, San Francisco de Asís, San Juan Bautista, San Andrés (el titular del templo, y atribuida a Francisco Pérez en 1566), San Juan Evangelista y posible San Lázaro. Las calidades son desiguales y la mayoría se encuentran repintadas.
- Retablos laterales de la Inmaculada y de la Virgen con el Niño: Por sus características, ambos retablos pueden ser obra de un mismo autor. En el lado del Evangelio se sitúa el de la Inmaculada y en el lado de la Epístola el de la Virgen del Rosario. Ambos son datables en la segunda mitad del siglo XVIII y alternan en sus elementos sustentantes la columna salomónica y el estípite. La tipología es de retablo hornacina. Las imágenes parecen ser modernas.
- Retablo de la Dolorosa: Retablo dieciochesco de cascarón constituido por banco, un solo cuerpo y ático. Combina como soportes los estípites y las columnas. Aparecen varios símbolos pasionistas y en origen albergó al Nazareno que hoy se encuentra en el retablo contiguo. La imagen de la Dolorosa es de difícil datación ya que parece estar repolicromada. Puede ser obra del XVIII o posterior.
- Retablo del Nazareno: Ocupa todo el muro frontal de la capilla-crucero de la nave de la Epístola. Fechable en la segunda mitad del siglo XVIII. Consta de banco, un solo cuerpo y ático. En origen parece que el basamento albergaba la urna del Cristo Yacente, hoy exenta y colocada en el muro derecho de dicha capilla. El cuerpo central está flanqueado por dos columnas decoradas con hojarasca y cabezas de querubines. La hornacina, amplia y rematada en medio punto, acoge la imagen del Nazareno, talla de candelero, articulada, con ojos de cristal y corona postiza. Por su factura parece obra del siglo XVII o XVIII. La policromía no es la original. El crucificado alojado en el ático parece ser del siglo XVI. Según fotografías antiguas, este retablo alojó la imagen de la Dolorosa que se encuentra actualmente en el retablo a la izquierda de éste.
- Cristo Yacente: Imagen de madera policromada con los brazos articulados. Posiblemente del siglo XVII, de buena factura, aunque con repolicromía posterior.
- Retablo de la Virgen del Carmen: Situado en el segundo tramo de la nave de la Epístola. Consta de banco, un solo cuerpo y ático. Fechable en la segunda mitad del siglo XVIII y de autor anónimo. En el ático figura la paloma del Espíritu Santo rodeada de nubes con querubines y ráfagas. La imagen titular es moderna. Sobre el ático, una cartela con el escudo de la orden carmelita.
- Cuadro de la Virgen del Carmen con las Ánimas: Localizado en la nave del Evangelio. De calidad mediocre, representa a la Virgen del Carmen socorriendo a las ánimas del Purgatorio. Está firmado y fechado: “Madrid, 1.º agosto 1867 Garolla”.
- Estandartes: Colocados a ambos lados de la puerta occidental, enmarcados bajo cristal. Uno de ellos presenta un bordado con alegoría eucarística (Adoración del Santísimo) mientras que en el otro se inserta una pintura sobre otro soporte con Santo Domingo y la Virgen del Rosario. Pueden ser del siglo XVIII o posterior.
- Crucificado: Del siglo XVI y de pequeño tamaño. Es de factura popular, presenta deterioros y parece estar repolicromado. Actualmente en el muro del Evangelio.
- Crucificado: De factura moderna, es obra del siglo XX. Actualmente en el muro de la Epístola.
- Orfebrería: El templo cuenta con algunas piezas de interés, entre las que destacan cuatro cálices, un ostensorio, un copón y una cruz procesional, la mayoría del siglo XVIII.

Finalmente, es necesario señalar la vinculación del templo con el singular ritual del Descendimiento del Cristo yacente, así como con la “Fiesta de la Encamisá”.
Pertenece a la diócesis de Coria-Cáceres y al arciprestazgo de Coria.